# Бункеры в Албании
Бункеры в Албании — многочисленные оборонительные сооружения, в народе называемые просто «бункеры» (алб. Bunkerët), построенные в Албании в 1972 — 1984 годах, во время коммунистического правительства Энвера Ходжи. К 1983 году по всей стране были построены сотни тысяч бетонных дотов. Оценка количества бункеров разнится в источниках от 173 тыс. до 750 тыс. бункеров. Однако более реалистической считается нижняя оценка, с учётом того, что запланирована была постройка 200 тыс. бункеров.

## История
Резолюция об укреплении страны была принята на XII Пленуме Албанской партии труда в марте 1971 года, а её инициатором выступил премьер-министр Мехмет Шеху. Проект подготовила группа офицеров инженерных войск во главе с Юсефом Зенгалом, мэром Баткой[кто?] и будущим президентом Альфредом Мойсиу.
Программа «бункеризации» Ходжи привела к строительству бункеров во всех уголках Народной Социалистической Республики Албания: от горных перевалов до городских улиц. За годы правления Ходжи они ни разу не использовались по прямому назначению. Затраты на их строительство привели к серьезному истощению ресурсов Албании, отвлекая их от решение проблемы нехватки жилья и плохих дорог в стране. Бункеры были заброшены после краха коммунизма в 1990 году. Хотя большинство бункеров сегодня пребывают в запустении, некоторые из них повторно используются для различных целей, как жильё, кафе, склады и обиталища для животных или бездомных.

### Политическая атмосфера в стране
С конца Второй мировой войны и до своей смерти в апреле 1985 года Энвер Ходжа проводил политику, вдохновленную сталинизмом в сочетании с элементами маоизма. Он порвал дипломатические отношения с СССР после начала реформ Хрущева, вывел Албанию из Организации Варшавского договора в 1968 году в знак протеста против вторжения в Чехословакию и порвал с Китайской Народной Республикой после визита туда президента США Ричарда Никсона в 1972 году.
Режим Ходжи также был враждебно настроен по отношению к соседям. Албания не прекращала формальное состояние войны с Грецией, оставшееся после Второй мировой войны, до 1987 года — через два года после смерти Ходжи — из-за подозрений в территориальных амбициях Греции в отношении южной Албании.
Ходжа также был враждебно настроен по отношению к более умеренному коммунистическому правительству Иосипа Броза Тито в Социалистической Федеративной Республике Югославии, обвиняя того в сохранении «антимарксистского и шовинистического отношения к нашей партии, нашего государства и нашего народа». Он утверждал, что Тито намерен завоевать Албанию, чтобы сделать её седьмой республикой Югославии, и осуждал обращение Югославии с косовскими албанцами, утверждая, что «югославские лидеры [там] проводят политику геноцида».
Албания в это время поддерживала некоторые контакты с внешним миром, торгуя с нейтральными странами, такими как Австрия и Швеция, и устанавливая связи через Адриатическое море со своей бывшей колониальной державой Италией.
Умеренное ослабление контроля было остановлено Ходжой в 1973 году новой волной репрессий и чисток, направленных против молодёжи и руководства армии, которые, как он опасался, угрожали его власти в стране. В 1976 году была принята новая конституция, которая усилила контроль Коммунистической партии над Албанией, ограничила частную собственность и запретила иностранные заимствования. Страна погрузилась в десятилетие изоляции и экономического застоя, фактически отрезав себя от внешнего мира.

### Албанская военная доктрина
Албанская военная доктрина была основана на концепции «народной войны», вытекающей из опыта албанских партизан во время Второй мировой войны, которую возглавлял Ходжа. Албания была тогда одной из немногих европейских стран, которая вместе с Югославией освободилась без вмешательства иностранных войск (хотя партизаны воспользовались большим количеством продовольствия и боеприпасов, предоставленных союзниками). Победа партизан была широко мифологизирована режимом Ходжи, который использовал свои военные успехи для легитимации своей власти. Вооруженные силы созданы по образцу партизан и построены на основе пехотных частей; 75 % регулярных войск и 97 % резервистов использовались в роли пехоты.
Стратегия партизан была основана на партизанской войне в горах, где они укрывались и совершали набеги на менее защищенные равнины. Однако Ходжа стремился защитить национальную целостность и суверенитет «любой ценой», что требовало защиты равнин. Таким образом, бункеры должны были стать оборонительными позициями по всей стране. Небольшие бункеры располагались в пределах видимости более крупного командного бункера, в котором постоянно присутствовал персонал. Командиры больших бункеров поддерживали связь со своим начальством по радио, а с защитниками малых бункеров — с помощью визуальных сигналов, которые можно было бы увидеть через амбразуры.

### Милитаризация общества
Режим также стремился интенсивно милитаризировать гражданское население. Из трехмиллионного населения 800 тысяч так или иначе были зачислены в списки военнослужащих: начиная от регулярных частей вооруженных сил и резервистов до гражданской обороны или студенческих вооруженных формирований. Многим секторам правительства, государственным предприятиям и общественным службам также была отведена оборонительная роль, что привело к вовлечению всего населения в сферу организации обороны страны. С 3-летнего возраста албанцев учили, что они должны быть «бдительными по отношению к внутреннему и внешнему врагу», а пропагандистские лозунги постоянно подчеркивали необходимость бдительности.
С 12 лет граждан обучали использовать и защищать ближайший бункер для отражения захватчиков. Местные партийные ячейки организовывали семьи для уборки и содержания местных бункеров, а обучение гражданской обороне проводилось не реже двух раз в месяц, в течение одного-трех дней, при этом гражданские лица и военные всех возрастов и обоих полов получали незаряженное оружие. Члены организации юных пионеров (алб. Organizata e Pionierëve), были обучены защищаться от вторжения с воздуха, прикрепляя шипы к верхушкам деревьев, чтобы потенциальные десантники напоролись на них.
Несмотря на милитаризацию значительной части населения, система обороны Албании была малоэффективной и не учитывала реальные потребности страны в обороне. Обучение ополченцев было минимальным, запасы топлива и боеприпасов были недостаточным, униформа и снаряжение были низкого качества, оружие устаревшим, а у вооруженных сил не было современных систем связи для командования и управления.

## Строительство
Бункеры возводились из разных материалов: бетона, железобетона и просто металлические. Они различались по размеру: от одно- или двухместных дотов с бойницами для оружия до больших подземных бомбоубежищ, связанных сетью тунелей, предназначенных для партийного руководства.
Существует по меньшей мере три основных типа бункеров: небольшие бункеры для одного-двух солдат, среднего размера бункеры примерно на четыре человека и более крупные бункеры, в которых обычно размещалось либо начальство укрепрайона либо артиллерийские орудия. Все они делались куполообразными для усиления защиты за счет возможного рикошета снарядов.
Другая классификация выделяет до шести типов боевых бункеров и более крупные боевые бункеры, которые делятся на три типа. 
Самый распространенный тип бункера (пулемётный дот) — это небольшой бетонный купол, вкопанный в землю, с круглым дном, достаточно большой, чтобы внутри мог стоять один или два человека. Небольшой бункер был три метра в диаметре. Амбразурой служило отверстие, часто достаточное для связи с другим бункером. Доступ осуществлялся через короткий бетонный туннель, часть которого вела в бетонный коридор, соединяющий три бункера каждый. Известный как Кендер Зьярри (алб. Qender Zjarri, «огневая позиция») или бункеры QZ, они были отлиты заранее и доставлялись на место установки. Они состояли из трёх основных элементов: полусферического бетонного купола диаметром 3 метра с бойницей, полого цилиндра, поддерживающего купол, и внешней стены с радиусом на 60 см больше, чем цилиндр. Зазор между цилиндром и внешней стенкой засыпался землей.
В различных местах побережья было построено большое количество бункеров QZ группами по три, соединенных друг с другом сборным бетонным туннелем. В других местах бункеры строились группами вокруг стратегических точек по всей стране или линиями на отдельных участках. Тирана была защищена особенно: тысячи бункеров располагались пятидесятью концентрическими кругами вокруг города.
Бункеры управления и контроля, известные как Пик Зьярр (алб. Pike Zjarr, «огневая точка») или бункеры PZ, также изготавливались заранее и собирались на месте. Они намного больше и тяжелее бункеров QZ, их диаметр составлял 8 метров. Их собирали из бетонных сегментов, каждый из которых весил восемь или девять тонн, которые бетонировались на месте установки, создавая купол. В полностью собранном виде они весят 350–400 тонн.

## Остановка программы строительства
Программа бункеризации была остановлена вскоре после смерти Ходжи в 1985 году, в результате чего города и сельская местность Албании остались усеянными огромным количеством оборонительных бункеров. Бункеры по-прежнему занимают видное место в албанском ландшафте.
Репортер BBC в 1998 году описал, как они были повсюду на дороге между Тираной и городским аэропортом, «смотря вниз с каждого склона холма, прорастая из каждого берега». [ 27 ] Прочность бункеров затрудняла их удаление. Некоторые были удалены, особенно в городах, но в сельской местности большинство бункеров были просто заброшены. Некоторые были повторно использованы в качестве жилья для животных или как склады; другие были брошены лежать заброшенными из-за стоимости их удаления.
Чрезвычайная секретность режима Ходжи привела к тому, что последующие правительства Албании не имели информации о том, как использовались бункеры, или даже о том, сколько их было построено. В 2004 году албанские чиновники обнаружили забытый запас из 16 тонн горчичного газа и другого химического оружия в неохраняемом бункере всего в 40 километрах от Тираны. Правительство Соединенных Штатов выделило Албании 20 миллионов долларов на уничтожение оружия. В других местах заброшенные бункеры стали смертельной опасностью. Только в 2008 году по меньшей мере пять отдыхающих утонули, попав в водовороты, созданные водными потоками вокруг бункеров, которые засосало в море. Албанская армия провела программы по выкорчевыванию бункеров вдоль береговой линии, вытаскивая их из-под земли с помощью модифицированных китайских танков Тип 59.
Хотя бункеры никогда не использовались в реальном конфликте во время правления Ходжи, некоторые из них нашли применение в конфликтах, которые вспыхнули в 1990-х годах. Во время албанского восстания 1997 года, как сообщалось, горожане Саранды на юге Албании заняли позиции в бункерах вокруг города, столкнувшись с боевыми действиями между правительственными войсками и повстанцами. После начала войны в Косово в 1999 году приграничные деревни в Албании неоднократно подвергались обстрелам сербских артиллерийских батарей, расположенных в соседнем Косово, и местные жители использовали бункеры для укрытия от обстрелов.
Беженцы из числа косовских албанцев стали использовать бункеры в качестве временных убежищ, пока гуманитарные организации не смогли переселить их в палаточные лагеря, в то время как войска НАТО, размещенные в Албании, переместили десятки монолитных бункеров для укрепления своей базы в Кукесе. Армия освобождения Косово также использовала их в качестве оборонительных позиций во время войны в Косово, хотя это не было лишено риска; по крайней мере один раз бункеры вдоль границы Албании с Косово были по ошибке разбомблены самолетами НАТО.
Острая нехватка жилья после падения коммунистического режима в 1992 году заставила некоторых албанцев обустроить себе дома в заброшенных бункерах, хотя отсутствие проточной воды и санитарии означало, что территория вокруг жилых бункеров вскоре была загажена и стала нездоровой. Несколько бункеров нашли более креативное применение. В прибрежном городе Дуррес один прибрежный бункер был превращен в ресторан Bunkeri, а другой бункер в Гирокастре был превращен в кафе.
Были разные предложения, что с ними делать: идеи включали печи для пиццы, солнечные нагреватели, ульи, грибные фермы, проекционные залы для автокинотеатров, пляжные хижины, цветочные горшки, молодежные общежития и киоски.
В ноябре 2014 года пятиэтажное ядерное бомбоубежище, построенное недалеко от Тираны для Ходжи, было открыто в качестве туристической достопримечательности и художественной выставки. В большом бункере находится музей с экспонатами времен Второй мировой войны и периода Ходжи.
Бункеры Албании стали национальным символом. Карандашницы и пепельницы в форме бункеров стали одним из самых популярных туристических сувениров страны. Одна из таких линий сувениров в виде бункеров рекламировалась с сообщением для покупателей: «Приветствуем страну бункеров. Мы предполагали, что вы не сможете позволить себе купить большой бункер».

## Галерея
- Окрашенный бункер в Поградце
- Бункер, который перекрасили и добавили пристройки, для нового использования на Адриатическом побережье.
- Затопленный бункер в Вальбоне.
- Часть инсталляции Postbllok Memorial[англ.] в Тиране
- Подземный переход в музее Bunk’Art